# کانال ریدو
کانال ریدو (انگلیسی: Rideau Canal) یا راه‌آبی ریدو از شهر و پایتخت کانادا اتاوا، انتاریو، تا دریاچه انتاریو و رودخانه سن‌لوران در کینگستون، انتاریو ادامه داشته و ۲۰۲ کیلومتر طول دارد.